# Minettia assimilis
Minettia assimilis är en tvåvingeart som beskrevs av Malloch 1926. Minettia assimilis ingår i släktet Minettia och familjen lövflugor.
Artens utbredningsområde är Panama. Inga underarter finns listade i Catalogue of Life.